# Manuel Bermejo Hernández
Manuel Bermejo Hernández (Plasencia, Càceres, 26 de març de 1936 - Madrid, 22 de setembre de 2009), fou un polític i empresari espanyol. Va cursar els estudis d'enginyer agrònom a l'Escola Especial de Madrid. El 1963 va ser nomenat Enginyer del Servei de Fitopatologia i Plagues del Camp a Càceres. Posteriorment ingressà al Servei Nacional de Cultiu i Fermentació de Tabac, on hi ocupà els càrrecs d'Enginyer Cap provincial de Càceres, cap de la Secció de Camps i Secaders i sotsdirector de Tècnica i Organització. El 1977 ingressà al Partit Demòcrata Popular, i va ser-ne elegit president de la Federació Extremenya. Dins de la Unió de Centre Democràtic, fou diputat per la província de Càceres a les eleccions generals espanyoles de 1977 i 1979.
El 1978 esdevingué president de la UCD a Càceres. En crear-se la Junta d'Extremadura, fou nomenat vicepresident primer per a Assumptes Econòmics i conseller d'agricultura. Va ser elegit President d'Extremadura al desembre del 1980, càrrec que ocupà fins a dimitir-ne el 1982. Va abandonar la política, i tornà al Ministeri d'Agricultura, on treballà al Consejo Superior Agronómico. Després de demanar excedència com a funcionari públic el 1984, es dedicà a l'empresa privada. Fou president de "Tres S-Agroindustria" fins al 1986. Ocupà el mateix càrrec a "Agroexpansión" i també presidí World Wide Tobacco España.